# Everything's Going to Be Great
Everything's Going to Be Great es una película dramática de 2025, dirigida por Jon S. Baird y escrita por Steven Rogers. Está protagonizada por Allison Janney, Benjamin Evan Ainsworth, Bryan Cranston y Jack Champion. El rodaje comenzó en abril de 2023.
La película se estrenó en el Festival de Cine de Tribeca el 9 de junio de 2025 y se estrenó en Estados Unidos el 20 de junio de 2025.

## Reparto
- Allison Janney como Macy Smart
- Benjamin Evan Ainsworth como Lester Smart
- Bryan Cranston como Buddy Smart
- Jack Champion como Derrick Smart
- Simon Rex como Kyle
- Chris Cooper como Walter

## Producción
En marzo de 2023, se reveló que una película dramática titulada Everything's Going to Be Great estaba en desarrollo, con Jon S. Baird como director y Steven Rogers escribiendo el guion. Benjamin Evan Ainsworth fue elegido para interpretar a Lester Smart, mientras que Bryan Cranston, Allison Janney y Jack Champion se unieron al reparto en papeles no revelados. Simon Rex y Chris Cooper se sumarían al reparto en mayo.

### Rodaje
La fotografía principal comenzó el 21 de abril de 2023 en North Bay, Ontario. El rodaje finalizó en julio de 2023.

## Estreno
Everything's Going to Be Great se estrenó en el Festival de Cine de Tribeca el 9 de junio de 2025, antes de estrenarse en Estados Unidos el 20 de junio de 2025.